# Année internationale de la chimie
Pour les articles homonymes, voir AIC et IYC.

Logo

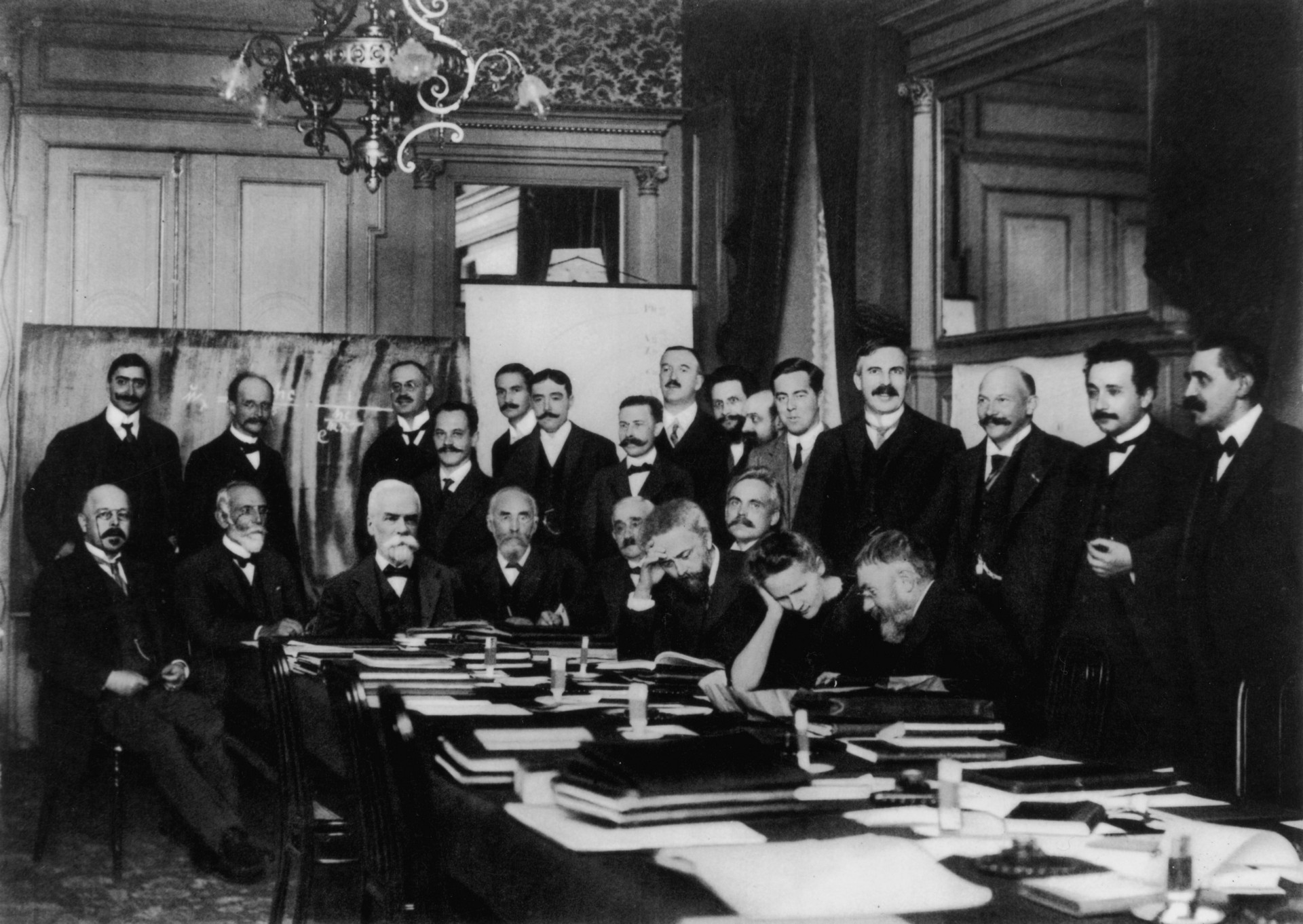
Les participants du 1er congrès Solvay tenu en 1911 (Hôtel Métropole, Bruxelles)

L’année internationale de la chimie 2011 ou AIC 2011 (en anglais International Year of Chemistry ou IYC 2011) a été proclamée par l’Assemblée générale des Nations unies en décembre 2008. Le thème est « Chimie - notre vie, notre avenir ».

## Historique
L’AIC 2011 est initiée par l’UICPA et l’UNESCO. Elle a été déclarée pour célébrer les réalisations de la chimie et sa contribution à l’amélioration des conditions de vie de l’humanité.

Tout au long de l’année, diverses manifestations sont organisées à travers le monde.
L’évènement de clôture de cette célébration a eu lieu à Bruxelles le 1er décembre 2011, marquant le 100e anniversaire de l’attribution du prix Nobel de chimie à Marie Curie, et le 100e anniversaire des congrès Solvay.